# 第18方面軍 (日本陸軍)
第18方面軍為大日本帝國陸軍中之一方面軍。
第18方面軍最初編制為泰國駐屯軍（正式名成稱：泰國駐屯軍。以下同），昭和19年12月改編第39軍， 昭和20年7月改編昇格第18方面軍。最初名稱起於作戰地域佈署在泰國方面之故，也駐在該國直至二戰結束。

## 第18方面軍概要
- 通稱號：義
- 編制時期：1943年1月4日編制成軍，1944年12月14日改編第39軍，1945年7月7日第18方面軍改編升格
- 編成地：泰國・曼谷
- 上級部隊：南方軍

### 歷代司令官
| 姓名             | 陸士 | 就任           |
| 泰國駐屯軍司令官 |      |                |
| 中村明人         | 22期 | 1943年1月4日   |
| 第39軍司令官     |      |                |
| 中村明人         | 22期 | 1944年12月20日 |
| 第18方面軍司令官 |      |                |
| 中村明人         | 22期 | 1945年7月14日  |

### 歷代參謀長
| 姓名             | 陸士 | 就任           |
| 泰國駐屯軍參謀長 |      |                |
| 守屋精爾         | 29期 | 1943年1月4日   |
| 山田國太郎       | 27期 | 1943年1月21日  |
| 濱田平           | 28期 | 1944年11月22日 |
| 第39軍參謀長     |      |                |
| 濱田平           | 28期 | 1944年12月20日 |
| 花谷正           | 26期 | 1945年7月9日   |
| 第18方面軍參謀長 |      |                |
| 花谷正           | 26期 | 1945年7月14日  |

#### 參謀副長他
- 第18方面軍參謀副長：濱田平（1945年7月14日起）
- 泰國駐屯軍兵器部長：黒田茂 陸軍少將（陸士30期）

### 二戰結束時之下屬部隊
- 第15軍
  - 第4師團
- 第15師團
- 第22師團
- 獨立混成第29旅團

## 關連項目
- 軍事單位
- 第14方面軍 (日本陸軍)

## 外部連結
- Wendel, Marcus. . Japanese 18th Area Army(第18方面軍 (日本陸軍)).   [2008-03-16]. （原始内容存档于2019-06-12）.
- 帝國陸軍～その制度と人事～
- 日本陸海軍事典